# Pyrinia resignata
Pyrinia resignata là một loài bướm đêm trong họ Geometridae.